# جعبر غربي (الرقة)
جعبر غربي قرية سورية تتبع ناحية الجرنية في منطقة الثورة في محافظة الرقة. بلغ عدد سكانها 833 نسمة في عام 2004 حسب إحصاء المكتب المركزي للإحصاء.